# Otto Neumüller
Otto Neumüller fue un deportista austríaco que compitió en piragüismo en la modalidad de aguas tranquilas.
Representó a Austria en los Juegos Olímpicos de Berlín 1936, donde finalizó cuarto en la prueba de C1 1000. Tras la anexión de Austria por Alemania en 1938, Otto compitió bajo la bandera de Alemania en el Campeonato Mundial de Piragüismo en Aguas Tranquilas de 1938, consiguiendo la medalla de oro en la prueba de C1 1000.

## Palmarés internacional
| Representando a Alemania |                  |                |           |
| Campeonato Mundial       |                  |                |           |
| Año                      | Lugar            | Medalla        | Evento    |
| 1938                     | Vaxholm (Suecia) | Medalla de oro | C1 1000 m |